# Joseph Scriven
Joseph Medlicott Scriven, född 1820 i Dublin, död 1886, var en irländsk lärare och socialarbetare i Kanada.
Scriven erhöll en akademisk doktorsgrad vid Trinity College i Dublin. En bidragande orsak till att han blev aktiv kristen var att hans hustru drunknade på deras bröllopsdag. Vid tjugofem års ålder emigrerade han till Kanada. 

## Psalmer
- Vilken vän vi har i Jesus (1855), nummer 467 i Sionstoner 1935 och 48 i Den svenska psalmboken 1986. Översatt till tyska Welch ein Freund ist unser Jesus.